# Leila Cordeiro
Leila Cordeiro (née le 5 décembre 1956 à Salvador) est une journaliste brésilienne.

## Carrière

### Début et consécration
Née à Bahia, elle commence sa carrière à TV Aratu, à Salvador, en 1974. Elle entre à TV Globo en 1977, où elle travaille comme reporter et, fin 1986, elle succède à Leilane Neubarth au Jornal da Globo, partageant la banc avec son mari, Eliakim Araújo, décès en 2016.
En mai 1989, elle reprend la présentation de Jornal Hoje, avec Márcia Peltier, mais l'entreprise tourne court et la journaliste décide de réorienter sa carrière. En juillet 1989, elle et son mari quittent Globo et se rendent à Rede Manchete, présentant Jornal da Manchete. À l'invitation de Silvio Santos, le couple s'installe à São Paulo, en 1993, pour faire partie de l'équipe journalistique de SBT ; sur cette station, ils ont présenté Aqui Agora et Jornal do SBT (ce dernier remplaçant Lilian Witte Fibe, qui avait quitté la station). Quatre ans plus tard, en 1997, le couple décide de s'installer aux États-Unis, où ils présentent pendant trois ans Jornal do SBT/CBS Telenotícias.
Le journaliste est également artiste et a publié deux recueils de poésie : Pedaços de Mim (Morceaux de Moi), 1990, et De Mala e Vida na Mão (Valise et Vie en la Main), 1995.

### Couples 20
Avec son mari, elle a inspiré un mood board sur l'émission TV Pirata, aujourd'hui disparue, sur TV Globo : Casal Telejornal, qui décrivait la relation du soi-disant « couple 20 » dans le journalisme, comme ils ont toujours travaillé ensemble.
Actuellement, elle vit avec sa famille dans l'État nord-américain de Floride et développe des activités professionnelles sur Internet, sur les sites Internet Conexão América et Direto da Redação, impliqués dans la télévision communautaire locale,.